# Kean, el comediante
Kean, el comediante (en francés: Kean ou Désordre et génie) es una película dramática francesa de 1924 dirigida por Aleksandr Aleksándrovich Vólkov y protagonizada por Ivan Mosjoukine como el actor Edmund Kean. Es una adaptación de la obra Kean de 1836 de Alejandro Dumas.

## Sinopsis
La película adapta la obra homónima de Alexandre Dumas mientras cuenta la historia de un actor que interpreta a Romeo y Julieta de Shakespeare.
Desorden y genialidad son los calificativos que mejor le sientan a Edmond Kean, actor británico amado por las mujeres, pero odiado por la aristocracia, que morirá sumido en la pobreza.

## Reparto
- Ivan Mosjoukine como Edmund Kean;
- Nathalie Lissenko como la condesa Elena de Koefeld;
- Nicolas Koline como Solomon;
- Otto Detlefsen como el príncipe de Gales;
- Mary Odette como Anna Damby;
- Kenelm Foss como Lord Mewill;
- Pauline Pô como Ophélie/Juliette.